# Франко Марвуллі
Франко Марвуллі (11 листопада 1978) — швейцарський велогонщик.
Срібний призер Олімпійських Ігор 2004 року в медісоні, учасник 2008 року.
Чемпіон світу з трекових велоперегонів 2002 (скретч), 2003 (скретч), 2003 (медісон), 2007 (медісон) років, срібний призер 2000 року в медісоні.